# Ложченко, Николай Родионович
Николай Родионович Ложченко (24 апреля 1930, Василевка, Кременчугский округ — 14 марта 2015) — советский инженер-тракторостроитель, организатор промышленного производства, депутат Совета Союза Верховного Совета СССР 11-го созыва (1984—1989) от Челябинской области, лауреат Государственной премии СССР (1983).

## Биография
Родился 24 апреля 1930 года в селе Василевка (ныне в составе Василевского старостинского округа Онуфриевской поселковой территориальной общины Александрийского района Кировоградской области), где окончил школу.
После окончания Кременчугского машиностроительного техникума в Полтавской области (1951) приехал на ЧТЗ, работал технологом, старшим технологом, инженером-технологом, начальником цеха. Без отрыва от производства окончил Челябинский институт механизации и электрификации сельского хозяйства по специальности «инженер-механик» (1958).
В 1965 году возглавил тракторный корпус, стал заместителем генерального директора ПО «ЧТЗ им. В. И. Ленина», потом главным инженером и 1-м заместителем гендиректора. С апреля 1979 по октябрь 1992 года был генеральным директором объединения. В этот период в условиях действующего производства была проведена коренная реконструкция предприятия, позволившая осуществить переход на выпуск тракторов семейства Т-130 с двигателем Д-160 и довести их выпуск до 38,5 тыс. (1988) в год. Было освоено производство двигателей большой мощности и спецтехники, проведена модернизация трактора ДЭТ-250. Были построены бытовые помещения во многих подразделениях, интенсивно велось жилищное строительство.
С октября 1992 по ноябрь 1995 года работал генеральным директором АО «Уралтрак». Он внедрил в производство 47 рационализаторских предложений с экономическим эффектом свыше 445 тыс. руб. (в ценах 1970 года).
После выхода на пенсию работал советником генерального директора ОАО «ЧТЗ».

## Личная жизнь
Женат, есть два сына. Увлечения — охота, сбор грибов, чтение книг.

## Награды и звания
- Орден «За заслуги перед Отечеством» 4 степени (1995)[1]
- Орден Октябрьской Революции
- три ордена Трудового Красного Знамени
- Государственная премия СССР (1983)
- Заслуженный работник промышленности СССР (1991)
- Заслуженный рационализатор РСФСР[2](1965)
- Почётный гражданин Челябинска (2005)
- медали

## Сочинения
- От бригад — к комплексной системе управления // ВЧ. 1981. 6 янв.;
- Воплощение ленинской мечты // ЧТЗ — моя биография. Ч., 1983. Соавт. Ю. Ф. Блинов;
- За высокую надежность техники // Экон. газ. 1983. 3 мая;
- Челябинский тракторный: время перестройки // Урал. 1987. № 2;
- Магия круглых цифр // Экономика и жизнь. 1990. Окт. (№ 43).